# Lastovo (općina)
Lastovo je naselje i općina na istoimenom otoku u Dubrovačko-neretvanskoj županiji u Hrvatskoj.

## Općinska naselja
Općina Lastovo sastoji se od 7 naselja i otoka (stanje 2006., to su: Glavat, Lastovo, Pasadur, Skrivena Luka, Sušac, Uble i Zaklopatica.

## Zemljopis
Naselje Lastovo se nalazi na sjeveroistočnoj strani istoimenog otoka, uz sjeverni rub Lastovskog polja.

## Stanovništvo

### Popis 2011.
Prema popisu stanovništva iz 2011. na Lastovu žive 792 stanovnika. Po narodnosti 750 stanovnika su Hrvati (94,7 %), 11 Srbi (1,39 %), 11 Bošnjaci (1,39 %), 4 neizjašnjena (0,23 %). 762 stanovnika (96,21 %) izjasnila su se da im je materinski jezik hrvatski. Prema vjeroispovijesti 709 stanovnika su katolici (89,52 %), 24 ateisti (3,03 %), 11 muslimani (1,39 %), 9 pravoslavci (1,14 %).

### Popis 2001.
Prema popisu stanovništva iz 2001. godine u Općini Lastovo obitava 835 stanovnika, a u naselju Lastovo 451 stanovnik.

### Kretanje broja stanovnika isključivo za naselje Lastovo
| broj stanovnika | 1148  | 1042  | 1050  | 1226  | 1384  | 1417  | 1558  | 1700  | 1738  | 1721  | 1449  | 1210  | 962   | 1221  | 835   | 792   | 748   |
|                 | 1857. | 1869. | 1880. | 1890. | 1900. | 1910. | 1921. | 1931. | 1948. | 1953. | 1961. | 1971. | 1981. | 1991. | 2001. | 2011. | 2021. |

| broj stanovnika | 1148  | 1042  | 1033  | 1226  | 1384  | 1388  | 1558  | 1622  | 1562  | 1406  | 1238  | 984   | 621   | 734   | 451   | 350   | 309   |
|                 | 1857. | 1869. | 1880. | 1890. | 1900. | 1910. | 1921. | 1931. | 1948. | 1953. | 1961. | 1971. | 1981. | 1991. | 2001. | 2011. | 2021. |

## Naziv
Naziv mjesta izvedenica je naziva Ladesta ili Ladeston kojim su antički pomorci i trgovci u to vrijeme nazivali Lastovo. Rimljani su ga nazivali Ladestris, a Neretvani, koji su se ondje potom naselili, uzeli su romanski izvorni oblik Lasta dodavši mu sufiks "ovo" čime je nastalo ime Lastovo.

## Uprava
Naselje je administrativno središte Općine Lastovo.
Načelnik općine je Leo Katić

Zamjenica načelnika je Margaret Hropić.

## Povijest
Lastovo sredinom 10. stoljeća spominje Bizantski car Konstantin VII. Porfirogenet, ali prvi spomen Lastova vezan je za 1000. godinu. U namjeri da zaštiti slobodan prolaz u Sredozemlje i u znak odmazde za gusarske napade na mletačke trgovce, dužd Petar Orseolo je te godine u pohodu svoje mornarice u krvavoj bitki uništio utvrdu i grad na Lastovu.
Otok je ispočetka bio naseljen Ilirima, a pronalasci grčke keramike ukazuju da je otok bio jedna od grčkih trgovačkih ruta na Jadranskom moru te da je, prema nekim autorima, bio dio grčke kolonije Issa koja je centar imala na otoku Visu.
Tijekom 13. stoljeća, točnije u razdoblju od 1252. do 1254. godine, Lastovo se, nakon obećanja da će stanovnicima Lastova biti dozvoljeno zadržati svoje tradicionalne običaje, samovoljno priključilo Dubrovačkoj Republici, pa je organizacija života na Lastovu 1310. godine bila dopunjena pisanim statutom koji je imao sve osobine zakona. Izvršnu vlast u naselju i na otoku imao je potknez s troje sudaca, koje su birali sami stanovnici.
Nakon što se Dubrovnik 28. veljače 1358. oslobodio venecijanskog protektorata, kralj Ludvig I. mu je dodijelio isključivo pravo na Lastovo. Godine 1486. lastovska je skupština izgubila svoju zakonodavnu ulogu koju je preuzeo Republički sabor, a stari propisi su se sve rjeđe upotrebljavali. Ovakvo ograničavanje samouprave na otoku kao samovoljno nalaganje dodatnog tereta dubrovačke vlasti stanovnicima rezultiralo je kratkotrajnom pobunom koja je izbila 1602. godine. Pobuna je nasilno ugušena u krvi. Na poziv pobunjenika 1603. godine Lastovo je okupirala Venecija, ali je već 1606. godine vraćeno Dubrovniku.
Godine 1652. dogodio se novi pokušaj pobune. Republika je Lastovskoj općini naredila da vrati 200 dukata koje je općina potrošila na tužbu protiv Venecije u pokušaju obrane suvereniteta otoka Sušca. Lastovo se, koje je prema nekim procjenama u to vrijeme imalo više od 1.000 stanovnika, zbog toga ponovo ponudilo Veneciji, ali Venecija je tu ponudu odbila, što je bio glavni razlog da ne dođe do nove pobune. S ovim pobunama Lastovo je izgubilo autonomiju te postalo dijelom Dubrovačke Republike i time subjektom njezinih propisa.
Napoleonove postrojbe 27. svibnja 1806. godine na prijevaru ulaze u dotad slobodni Dubrovnik te postupno zauzimaju cijelo područje Republike, koja je u cijelosti raspuštena 31. siječnja 1808. godine. Nakon toga Francuzi na Lastovu grade utvrdu na brdu Glavici. Mještane su organizirali u Narodnu stražu, a u svrhu obrane od Engleza, oduzimaju im brodove. Englezi su ipak, napadom s Visa, 28. siječnja 1813. zauzeli Lastovo te ga pod svojom vlasti zadržali do 16. srpnja 1815. godine, kad su ga u skladu s odlukom Bečkog kongresa predali Austriji.
Od 1818. godine Lastovo je imalo status okolice Dubrovačkog okruga, pa je sudstvo bilo neovisno od korčulanskog, ali je sudstvo prestalo s radom 1829. godine kad je Lastovo postalo dijelom korčulanske uprave.
Dne 11. studenog 1918. godine započinje talijanska okupacija Lastova što je bila posljedica tajnog Londonskog ugovora, potpisanog 26. travnja 1915. godine između Italije i Antante. Rapalskim ugovorom 12. studenog 1920. Kraljevina Italija je pripojila Lastovo i uključila ga u Zadarsko okružje. Za talijansku vlast nad Lastovom bilo je značajno gušenje narodnog identiteta, porast broja stanovništva, ubrzana gradnja i poboljšanje životnog standarda. Talijanska vlast nad otokom završila je 8. rujna 1943. kapitulacijom Italije.  Za vrijeme talijanske vlasti, Općina Lastovo (Comuna di Lagosta) je osim Lastova i okolnih otoka uključivala i otok Saseno koji je nakon rata izdvojen iz Dalmacije i priključen komunističkoj Albaniji iako na otoku nikad nisu živjeli Albanci.

## Znamenitosti
Uz Knežev dvor nalazi se Crkva sv. Ivana Krstitelja izgrađena u 14. stoljeću. Gradnju je započeo 1340. svećenik Andrija Škrinjić, a dovršena je 1418. U luneti iznad ulaznih vrata nalazi se tekst o gradnji crkve i grb svećenika Marina Vitića, po ocu zvana Vlahanović, koji je dovršio gradnju. Duga je 15, a široka 7 m. U unutrašnjosti crkve na oltaru nalazi se svečeva slika iz 1515., a na stropu barokne kompozicije biblijska tema. Crkva je služila kao kapela lastovskog kneza i u njoj se do 1864. govorila misa. Za vrijeme  talijanske okupacije pretvorena je u crkveno skladište. Crkva je danas restaurirana i nosi romaničko-gotička stilska obilježja u skladu s vremenom gradnje.
Župna crkva sv. Kuzme i Damjana izgrađena je na temeljima starije crkve. Spominje se početkom 14. st. Trobrodna crkva ishod je dviju građevinskih faza. Središnja lađa je iz druge polovine 15. st., a bočne lađe su dograđene u 16. i 17. st. Taj zahvat proširenja očituje se na pročelju crkve koja ima tri odvojena krova i zabata ukrunjena s tri zvonika u obliku preslice. Oni su podignuti u 18. st. u duhu gotike. Središnji dio crkve radili su hrvatski majstori. Među njima najvažniju je ulogu imao majstor Radovan koji je pod svodom crkve 1473. uklesao natpis RADOSAN FECIT MCCCCLXXIII MADII. Uz apsidu crkve prigrađena je 1545. sakristija, a neogotički zvonik dovršen je tek 1942. godine. Izgrađen je od lastovskog kamena. U prizemlju zvonika uzidana je nadgrobna ploča Antuna Lastovca, jednog od lastovskih kapelana iz 15. st. Pred crkvom je 1310. potpisan lastovski Statut. Unutrašnjost crkve ispunjena je bogatstvom kamenog namještaja, slika i predmeta. U riznici crkve čuvaju se srebrni i pozlaćeni gotičko-renesansni, barokni i rokoko kaleži, pokaznice, kandile, svjećnjaci i ophodni križevi i jedinstvene umjetnine poput gotičko-renesansnog kaleža s prijelaza 15./16. st., jedinog sačuvanog djela Pavka Antojevića na Lastovu. Među umjetninama posebno se ističe renesansna posuda za blagoslovljenu vodu koju je dao saliti Dobre Dobričević.
Crkva sv. Josipa iz 1635. jednostavna je renesansna četvrtasta građevina koja ima pročelje s dvama prozorima. Kip sv. Josipa nalazi se na voltu sred zabata vrata, a iznad njega je ruža okruglog prozora i jednostruka preslica za zvono. Izgrađena je dijelom milodara ribarskih družina i doprinosom obitelji Pavlović i Fulmizi. Glavni oltar iz 1773. izgradio je korčulanski klesar Bernard Buar. Na oltaru se nalazi uljana slika sv. Obitelji koju je dao postaviti beneficijat don Vicko Fulmisi. Crkvica je prilikom preuređenja Dolca (1930. – 1933.) vjerodostojno presložena na današnje mjesto.
Crkvica sv. Marije na Grži izgrađena je 1442. godine darom svećenika Marina Vlahanovića koji je oporučno ostavio sredstva kako bi se izgradila crkvica posvećena Bogorodici. Crkvica je gotičkog stila s ponekom romaničkom stilskom reminiscencijom. Vlahanovićev grb, ljiljanov cvijet između dva kosa pojasa i dvije osmerokrake zvijezde, i tekst o gradnji utisnut je u luneti iznad ulaznih vrata crkvice čije malo pročelje završava trima gotičkim otvorima male trostruke preslice. U barokno doba ovu su crkvicu zvali i Gospa od Snijega. U crkvi se nalazi drveni oltarni triptih dubrovačkih slikara, iz 16. st., s prikazom Bogorodice, sv. Kuzme i Damjana, sv. Ivana Evanđelista i Marije Magdalene.
Crkva sv. Vlaha izgrađena je u drugoj polovici 14. st. Izgradila ju je istoimena bratovština za vrijeme Dubrovačke Republike, na istaknutom mjestu u Gornjem Prijevoru i posvetila je svom zaštitniku svetom Vlahu. Pročelje ima lunetu i ružu prozora, okrugli prozorčić u obliku gotičkog četverolista, koja se nastavlja malom preslicom. Sa strane su barokni prozori i ulaz podignut s pet stuba. U crkvi se još uvijek nalaze počasne stolice za kneza, sudce i uglednike. Klupe za puk postavljene su u lađi i svetištu poprijeko. Nakon Lastovske bune protiv Republike (1602. – 1606.) i vraćanjem otoka pod dubrovačku vlast, 1610. na glavni oltar postavljena je slika Antonija Sicurija s prikazom sv. Vlaha, sv. Kuzme i Damjana, sv. Katarine i sv. Sebastijana. Godine 1676. propao je glavni drveni oltar i ta je slika postavljena na bočni oltar. Korčulanski klesari izradili su novi oltar, na koji je postavljena slika sv. Vlaha s grbovima Republike, koja je zaboravila dodati bilo kakvo otočno obilježje, pokazujući svoju vladarsku nadmoć. Iako je isticanje imena knezova i vlastele nadstojnika grednja bilo neuobičajeno, Martolica Crijević obilježio je proširenje crkve baroknim natpisom koji je dao ugraditi u samo pročelje crkve.

D. BLASIO. REG. REIP. PROT.
TEMPLUM HOC LATIUS.
EXTRUCTUM NOB: VIRO.
MARTOLIZZA. MARINI. CERVA
COMITE. LAGUSTAE. 1719.

Uz pročelje su položene kamene klupe, a k vratima se prilazi stubištem s terase na kojoj se vijale zastave, pucali mužari, svirale trublje i bubnjevi kojima je upravljao posebni zapovjednik.
Fumar, tj. dimnjak specifično je obilježje lastovske kuće. Građeni su na kućama ili na prizemnim kuhinjama. Pri gradnji je bilo važno da dobro vuku, tj. izvlače dim iz kuće. Stoga je u njihovoj izvedbi sadržano sve mjesno znanje o smjerovima vjetra, jer je bilo osobito važno završetak dimnjaka postaviti tako da zapriječi vraćanje dima na ognjište. Zbog toga su otvori uvijek ispod raskošne krune po kojoj ih se može razlikovati. Lastovski fumari bili su simboli statusa određenih obitelji u društvu, a danas su sadržaj općinskog grba. Smatra se da je najstariji dimnjak danas onaj u sklopu renesansne kuće obitelji Biz-Antica. Na kruni mu je vjetrulja na šahovnici. Na otoku, pogotovo među starijim kućama, rijetko gdje se mogu vidjeti dva slična dimnjaka, svaki je drukčiji.

## Gospodarstvo
Gospodarstvo se u naselju zasniva na poljodjelstvu, ribarstvu, a odlaskom JRM s otoka tijekom Domovinskog rata i na turizmu.

## Šport
- NK Omladinac, nogometni klub osnovan 1927. godine, natječe se u 2. ŽNL Dubrovačko-neretvanska

## Poznate osobe
- Dobre Dobričević, tiskar
- Mirko Cecić, bogoslov i povjesničar
- Antun Đivoje, svećenik i splitsko-makarski biskup 1911. – 1917.

## Kultura
Tijekom ljetnih mjeseci Lastovo postaje otokom glazbe na kojem se održava tradicionalni ljetni festival.

## Galerija
- Knežev dvor na Lastovu
- Spomenik poginulim borcima NOR-a
- Crkva sv. Kuzme i Damjana
- Crkva sv. Josipa
- Crkvica sv. Marije na Grži
- Lastovski fumar

## Vanjske poveznice
- Službene stranice Općine Lastovo
- Službena stranica - Park prirode Lastovo  Arhivirana inačica izvorne stranice od 27. lipnja 2012. (Wayback Machine)